# 112 (groupe)
Pour les articles homonymes, voir 112 (homonymie).
Le 112 (prononcé one-twelve) est un groupe américain de RnB/soul formé à Atlanta.

## Biographie

### Formation et débuts
Le groupe 112, est né à Atlanta en Georgie et est constitué de Marvin Eugene "Slim" Scandrick (né le 25 septembre 1978), de Michael Marcek Keith (né le 18 décembre 1978), de Quinnes "Q" Parker (né le 24 mars 1977) et de Daron Jones (né le 28 décembre 1977). Sandrick joue du violon, du violoncelle, de la contrebasse et de l'alto. Marcel joue du clavier, Parker change et Jones est vocaliste.
Tout commence lorsque ces 4 garçons étaient en  train de chanter dans Atlanta, ensuite ils ont été choisis par un professeur pour former un groupe de 4.

Plus tard, lors d'un show, ils ont été remarqués par deux messieurs, Courtney Stills et Kevin Wales qui sont aujourd'hui leur managers.
Lorsque ces quatre garçons prouvèrent leur capacité de chanter et leur volonté de devenir des stars, ils ont été introduits chez Puff Daddy, grand producteur.
Puff Daddy donna donc le nom du groupe : 112 qui est aujourd'hui un important groupe de RnB/Soul.
Le 112 a donc signé chez Bad Boyz Records, le label de Puff Daddy. C'était une grande chance pour le 112 d'entrer chez Bad Boyz Records afin de côtoyer et travailler avec les superstars de la famille Bad Boyz tels que Notorious BIG, Faith Evans, Lil Kim.
Le premier album du 112 titré "112" est sorti en aout 1996 avec comme réussite le single "Only You" qui a contribué énormément à leur réputation.
En 1997, ils ont reçu leur première grande récompense aux Grammy Awards pour leur contribution dans le single I'll Be Missing You joué par Puff Daddy et Faith Evans en hommage à The Notorious B.I.G., grand rappeur décédé en 1997.
En novembre 1998, le 112 revient sur la scène avec un nouvel album titré "Room 112". Cet album a eu un grand succès et il a été produit par Puff Daddy qui dira plus tard que c'est le meilleur album de RnB sur lequel il a travaillé. Cet album avait comme invité Ma$e et Lil Kim.
L'album le plus récent du 112 est sorti en 2001 et est titré "112 Part III". Cet album contient le morceau "Peaches & Cream" classé au Top 5 américain !
En 2003, 112 quitte le label bad boy et signe chez Defjam.
En 2003, ce groupe sort un nouvel "Hot & Wet" avec des featuring avec TI, Ludacris.
En 2005, ils sortent "Pleasure and pain" produit par Jermaine Dupri & Mario Winans.
En 2006, 112 quitte defjam (Def Soul).
En 2007, le leader du groupe Daron Jones quitte le groupe 112. Il voudrait faire une carrière solo.
En 2008, Michael keith aka Mike a sorti son album solo le 30 septembre en vente sur amazon ou sur iTunes. Son 1er single est No More Tears.
En 2008, Daron Jones revient dans le groupe mais Mike quitte le groupe

## Discographie
- 1996 : 112 (Bad Boy records)
- 1998 : Room 112 (Bad Boy records)
- 2001 : Part III (Bad Boy records)
- 2003 : Hot & Wet (Bad Boy / Def Soul)
- 2005 : Pleasure & Pain (Def Soul)

## Producteurs
Sean "Puffy" Combs, Al B. Sure!, Arnold Hennings, Stevie J., Tim Kelley, Deric Angelettie, Kris Kello, Daron Jones, Harve Pierre, Dwayne Bastiany, Leslie Brathwaite, Mario Skeeter Winans, Edmund "Eddie Hustle" Clement, Faith Evans, Diane Warren, Scotty Beats, Wanya Morris, Alexander Richbourg, Kevin Wales, Andy Haller, R. Kelly, J-Dub, Anthony Dent, Spi, Saint Denson, Dre & Vidal, Eric Roberson, Maxwell, Bryan Michael Cox, Darrell "Delite" Allamby, Warryn Smiley Campbell, Jermaine Dupri, Sean Garrett, Bam, The Track Boyz, Antonio LA Reid

## Featuring
- Allure -"Allure"
- Tevin Campbell - "Back to the World"
- The Notorious B.I.G.- "Life After Death"
- 112 feat. Puffy Daddy, Notorious B.I.G., Mass -"Only You Remix"
- Soul for Real - "For Life"
- Tribute to the Notorious B.I.G. (Various Artists)
- Puff Daddy/P. Diddy -"No Way Out"
- Chris Sheppard - "Chris Sheppard's Club Cutz 505"
- Monica -"Boy Is Mine"
- Mase -"Harlem World"
- Lil' Cease - "Wonderful World of Cease A Leo"
- Faith Evans -"Keep The Faith"
- Lil Zane -"Young World: The Future"
- Hoodlum (OST)
- Bad Boy's Greatest Hits (Various Artists)
- Bad Boy's 10th Anniversary : The Hits (Various Artists) -" Only You Remix "
- Joe Budden -"Joe Budden"
- Requiem For A Dream : The Remix Project (Various Artists)
- Save The Last Dance (OST)
- Eightball & Mjg - "Living Legends"
- Def Jamaica (Various Artists) - "Na Na Na Na" (Reggae Remix)
- Mobb Deep feat 112 hey luv (anything)
- D.Y.N.M Feat 112 go with me
- 8Ball & MjG Feat three 6 mafia & Slim of 112 Crusin
- kantrell feat Daron jones of 112 chosen
- Hollywood feat Q of 112 cold as ice
- Twiz feat Mike of 112 Fed up
- Youngbloodz ft 112 - you already know (a town remix)
- Lil zhane featuring 112 - callin me